# Karl Wilhelm Rosenmund
Karl Wilhelm Rosenmund (Berlijn, 15 december 1884 - Kiel, 1965) was een Duits chemicus.
Rosenmund studeerde chemie en promoveerde in 1906 in Berlijn bij Diels. Hij ontdekte de naar hem vernoemde Rosenmund-reductie, de reductie van een zuurchloride met waterstofgas tot een aldehyde.